# Видеотелефон

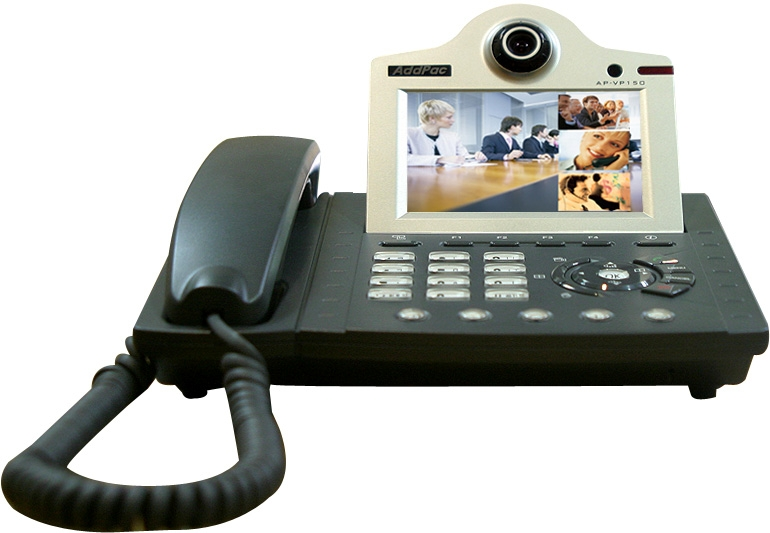

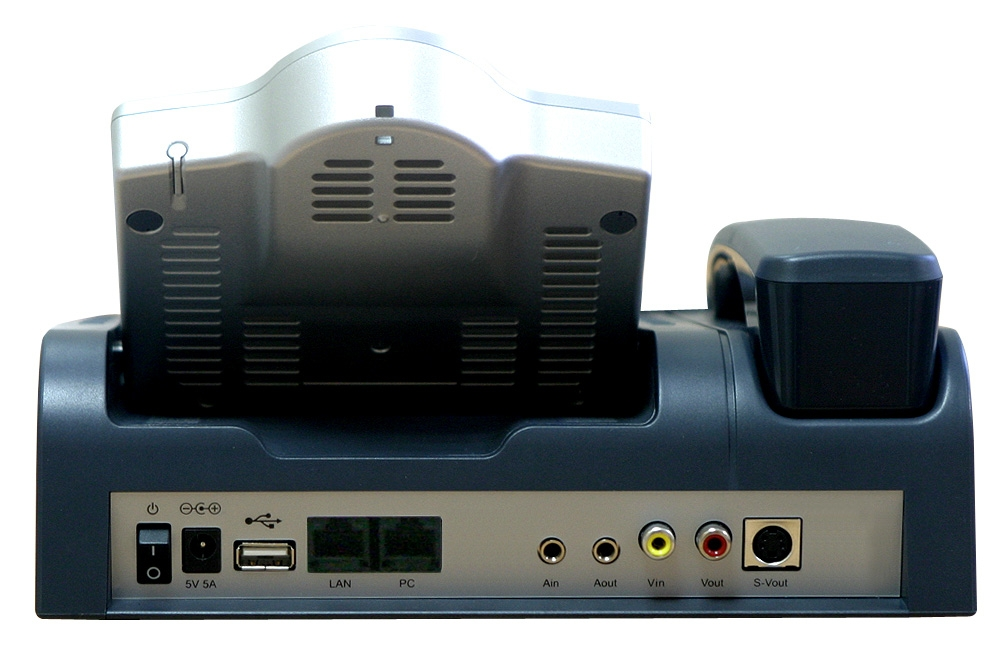

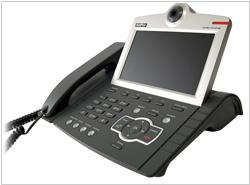

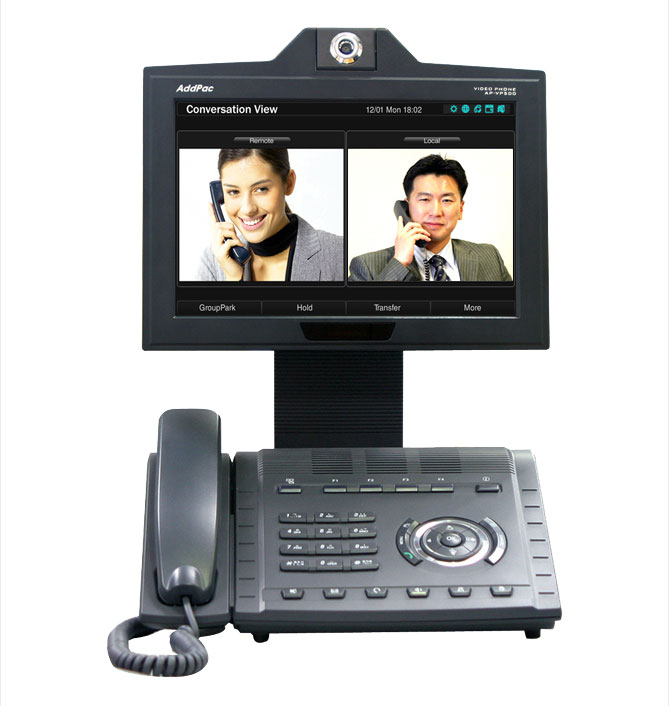

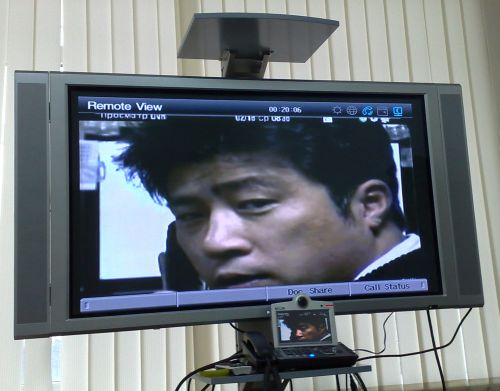

Видеотелефон (видеотелефония, видеотелефонная связь) — это телефон с возможностью передачи видео, обеспечивающим возможность удаленным собеседникам слышать и видеть друг друга в реальном времени.

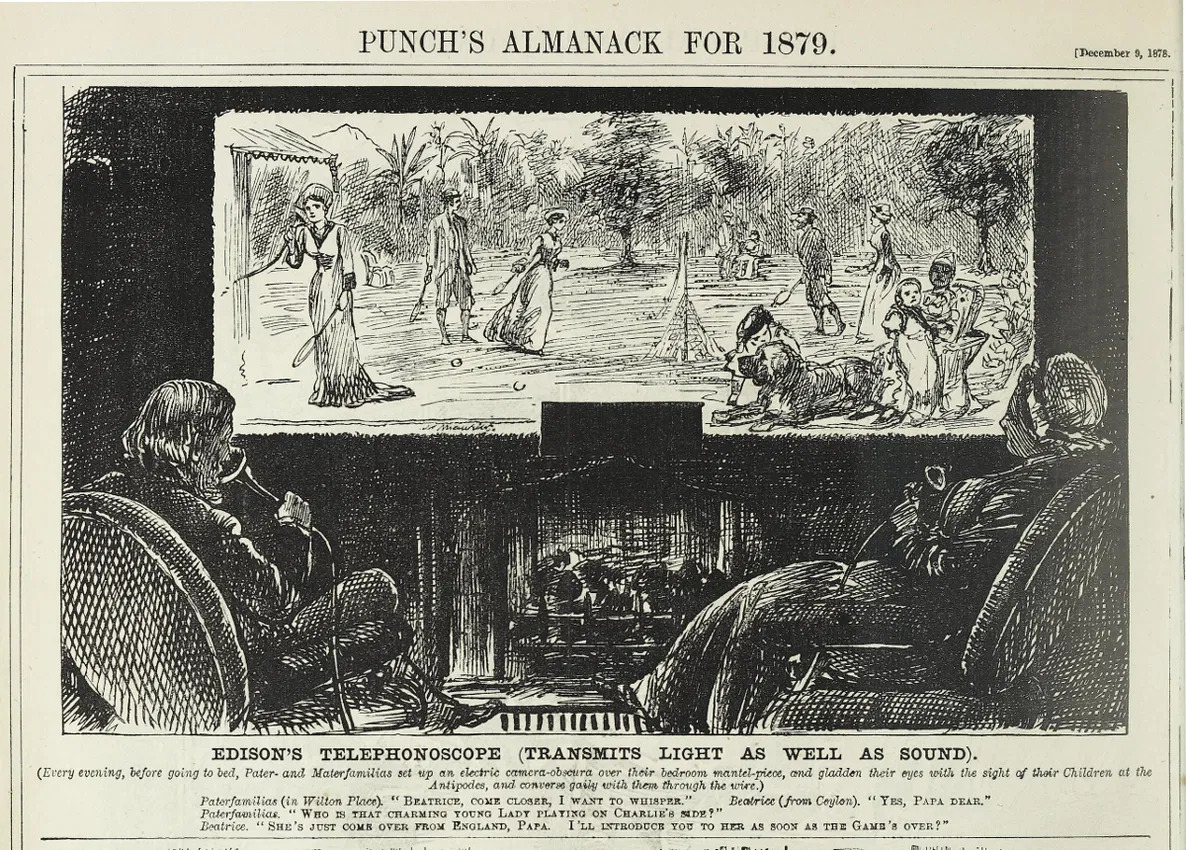
Телефоноскоп, комбинация телефона и телевидения, придуманный Джорджем Дюморье, опубликовавшим свою работу в 1878 году.

## История видеотелефона

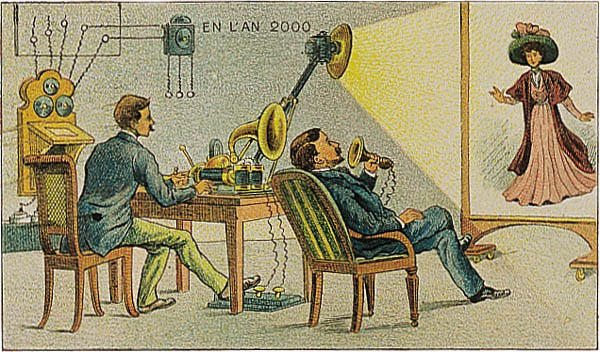

### Самое раннее упоминание
Через два года после того, как в Америке был запатентован телефон, в одном из периодических журналов в 1878 году появилась концепция видеотелефона с широким экраном, который передавал свет и звук. Устройство назвали «телефоноскоп». Картинка была нарисована Джорджем Дюморье и переиздана в нескольких изданиях. Изобретение автором было приписано Томасу Эдисону.

### 1920-е
В 1927 году инженеры исследовательского центра AT&T Bell Telephone Laboratories (Bell Labs) создали первый комплекс телесвязи. 7 апреля 1927 года испытал на практике телесвязь — Герберт Гувер министр торговли США, через 2 года ставший президентом, его изображение и речь передавались в режиме реального времени по каналам электросвязи на расстояние свыше 320 км.

### 1930-е

1930

Первый сеанс двусторонней видеосвязи был представлен AT&T в 1930 году.
В 1936 году, во время проведения XI летних Олимпийских Игр в Германии, немецкий изобретатель Георг Шуберт представил прообраз современной видеотелефонии, за этот проект отвечала рейхспочта и её министр Пауль Фрейхер фон Эльц-Рюбенах, задача была удивить гостей Олимпиады. Видеотелефон состоял из дисплея, камеры, и обычного телефона, кабинки для видеозвонков устанавливались на почте, откуда можно было совершать звонки в такие же точки связи.
До 1940 года в Германии работала видеотелефонная связь между Берлином, Мюнхеном и Лейпцигом, была закрыта в связи с войной, также было закрыто и немецкое телевидение.

### AT&T Picturephone

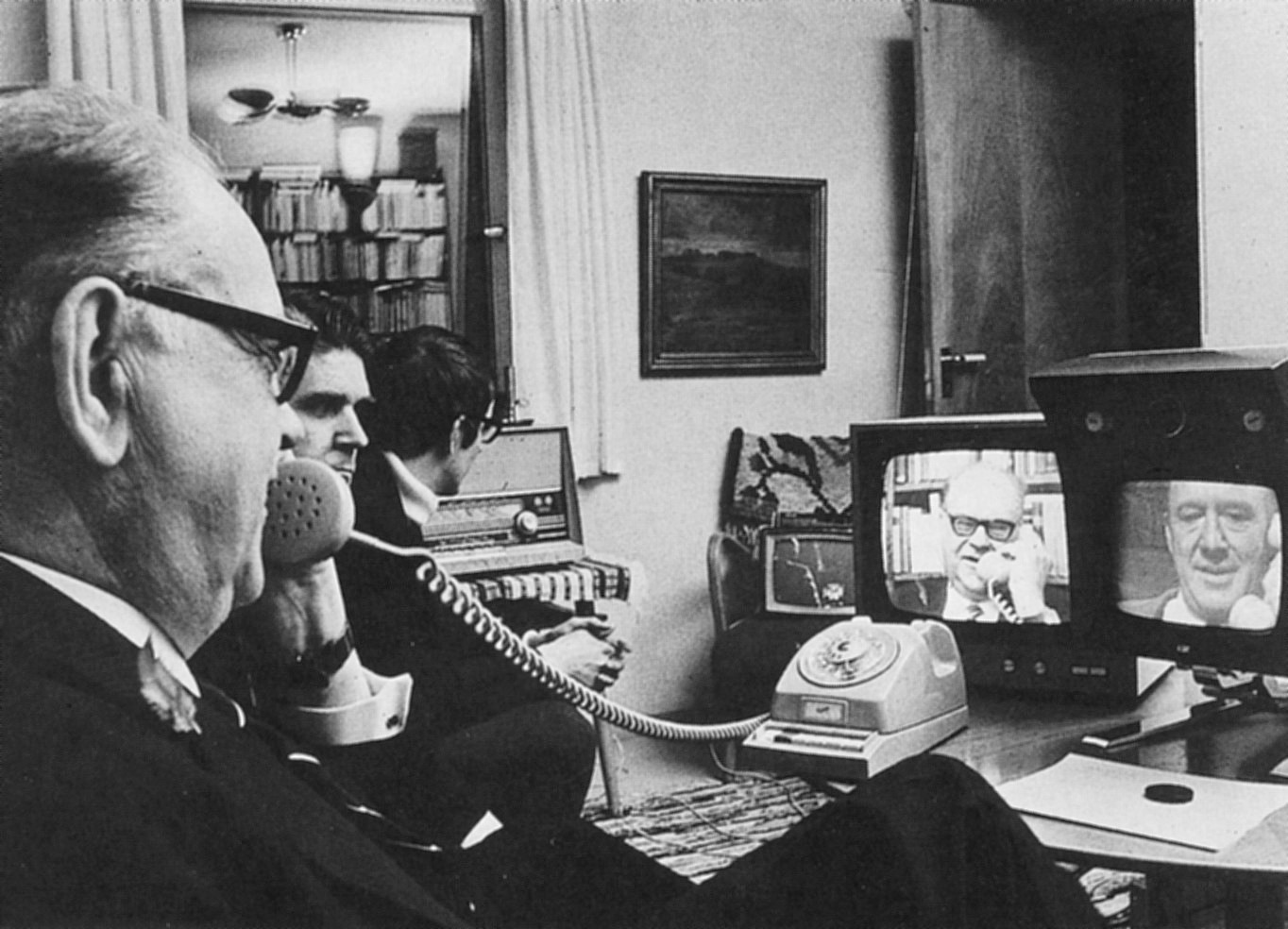
1969

В США компания AT&T Bell Labs интенсивно разрабатывала видеотелефон, который в 1960 году был представлен общественности на выставке под названием «Picturephone». Первое публичное использование видеотелефонов началось в 1964 году, когда AT&T установило первые видеотелефоны «Picturephone Mod I» в Нью-Йорке, Вашингтоне и Чикаго. В течение первого года на услугу было подписано несколько человек, по некоторым данным, за всю историю AT&T набрала не более 500 подписчиков. Разработка видеотелефона Bell Labs стоило $500 миллионов. В конце семидесятых годов AT&T прекратило предоставлять услугу.

### Видеотелефон в СССР

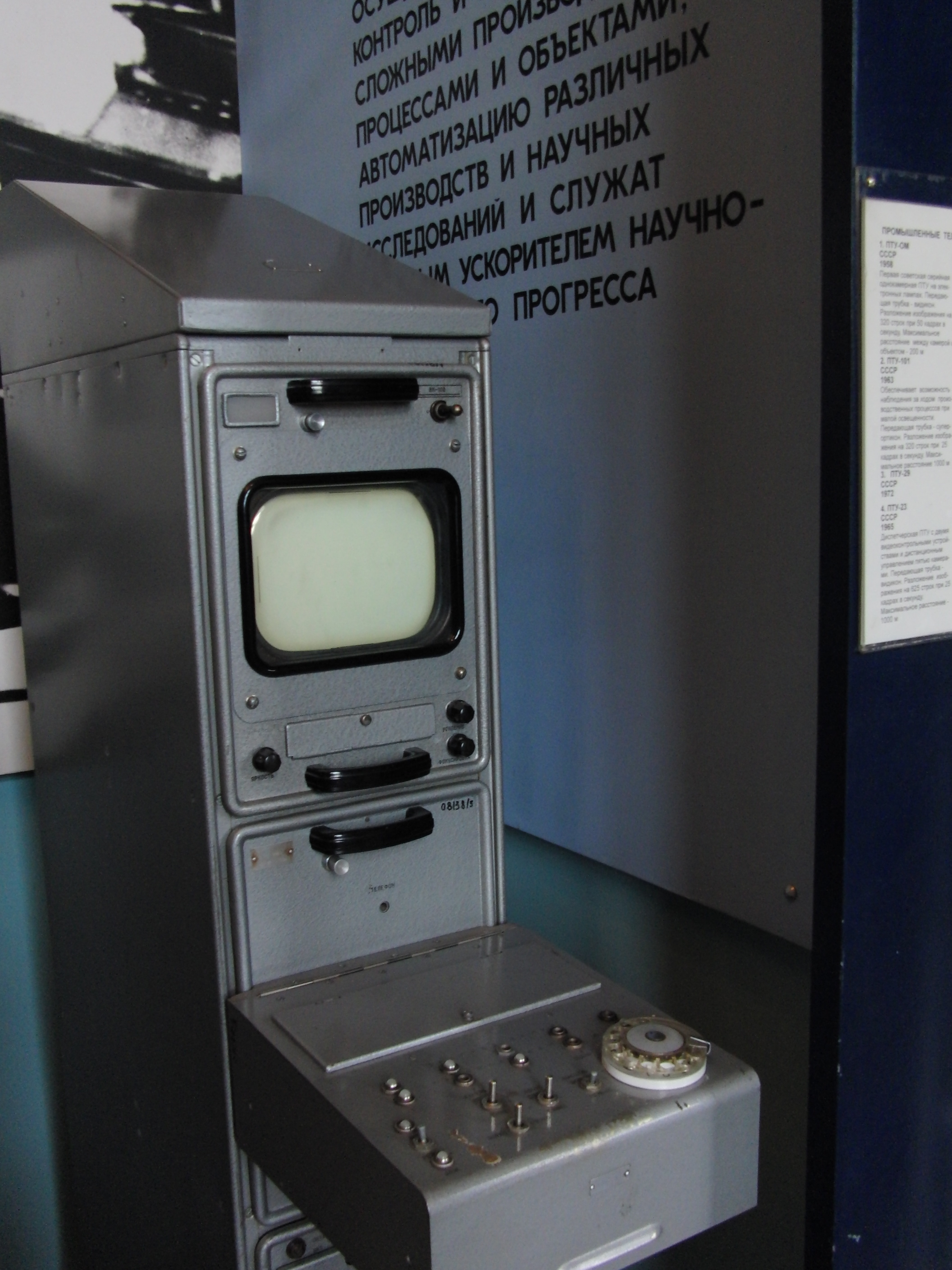
советский видеотелефон

В 1960-х годах в СССР появились видеотелефонные пункты междугородной связи. Такая связь стала доступной в октябре 1961 в Москве, Ленинграде, и Киеве, позднее — в Таллине, Вильнюсе, Каунасе, Львове, Казани, Ташкенте, Андижане и Фергане.

### Видеотелефон 1969—1999

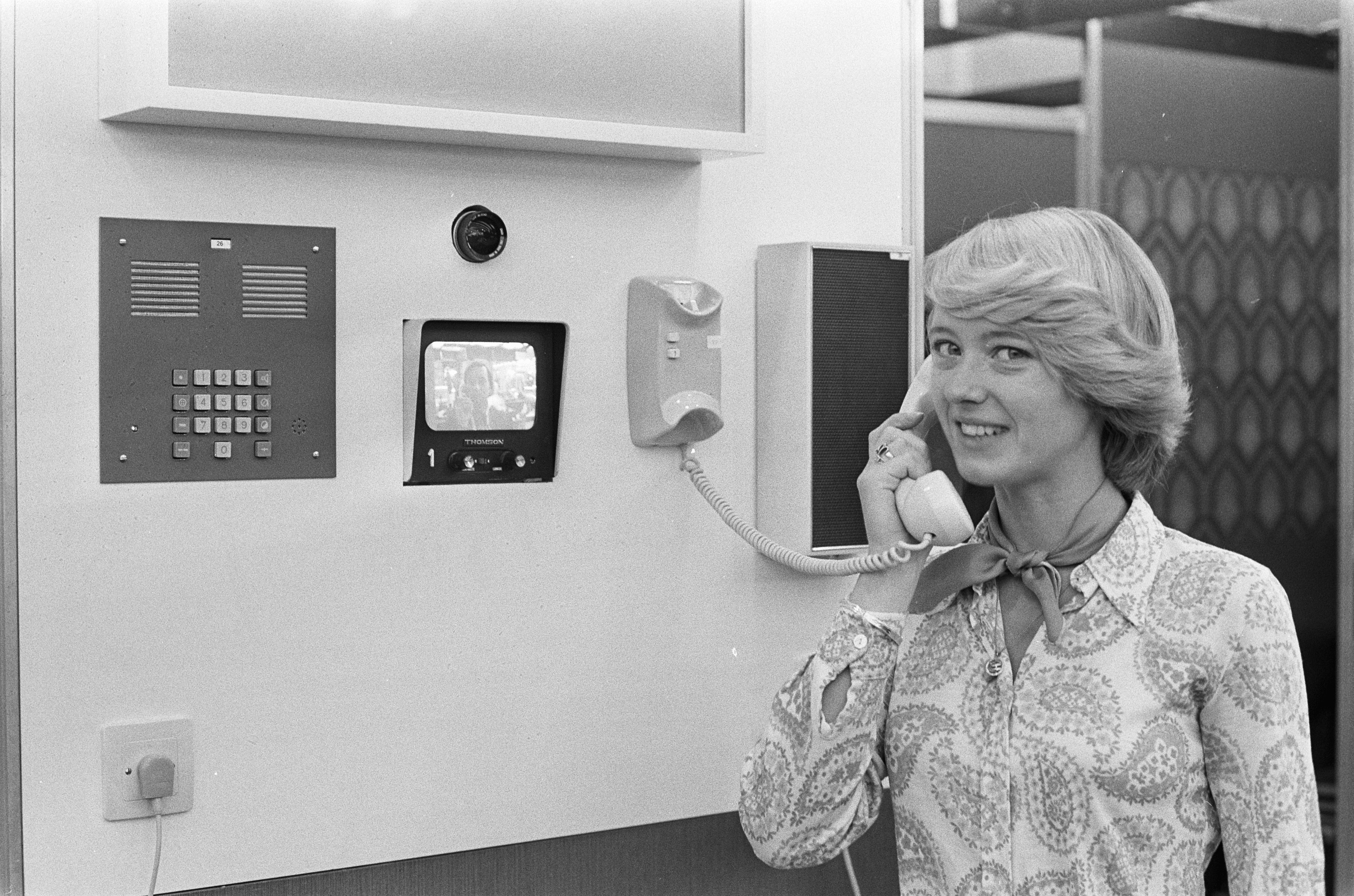
видеотелефон в 1974 году, Амстердам

Во Франции с 1972 года France Télécom проводил исследования применения видеотелефона, они производились в Centre national d'études des télécommunications (CNET), первые коммерческие продукты появились в 1984. Задержка была вызвана тем, что не было возможности выделить 2 Mbps для передачи видео и голоса. Проблема была решена созданием алгоритма кодирования и компрессии, известного как видеокодек.

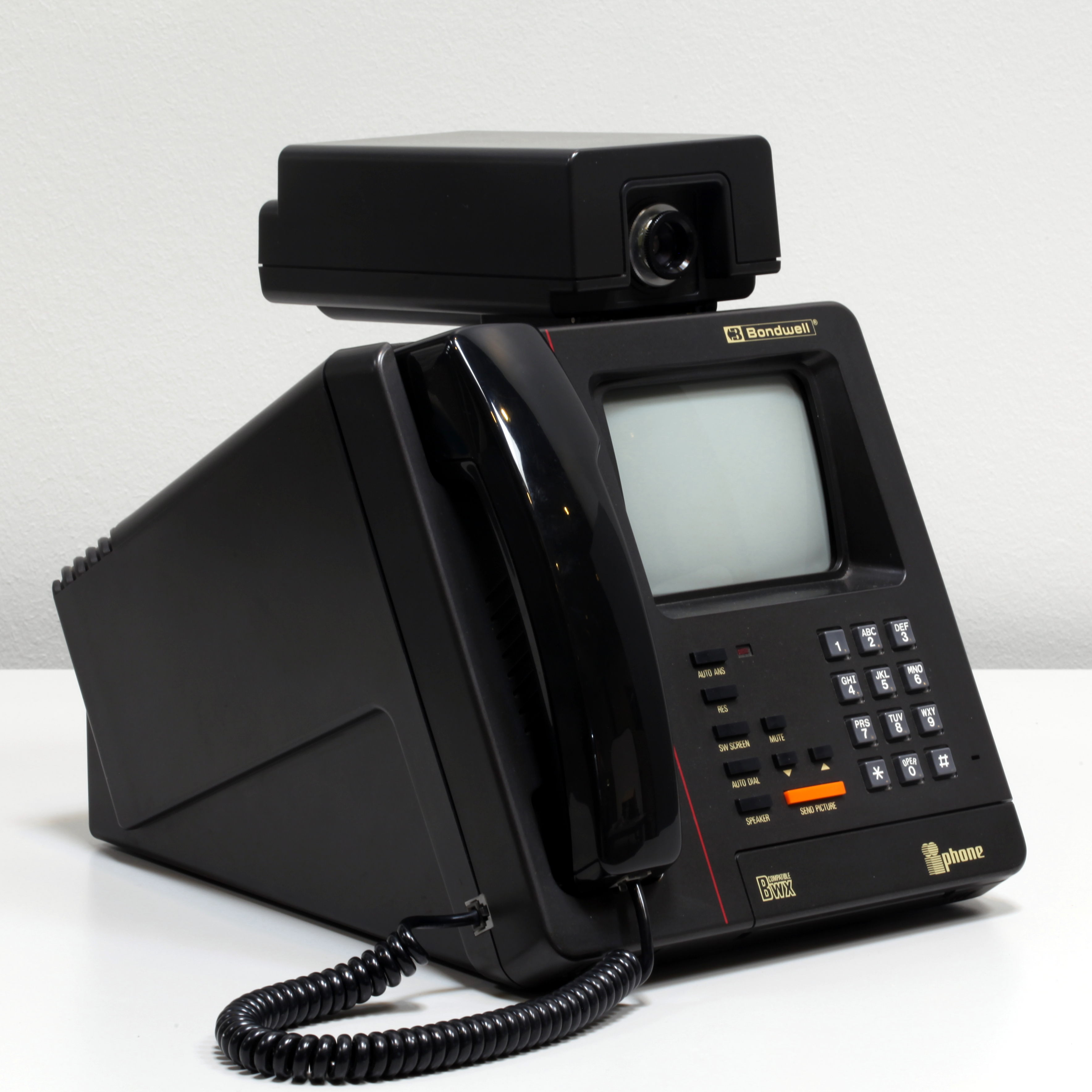
видеотелефон Bondwell начало 1980-х годов

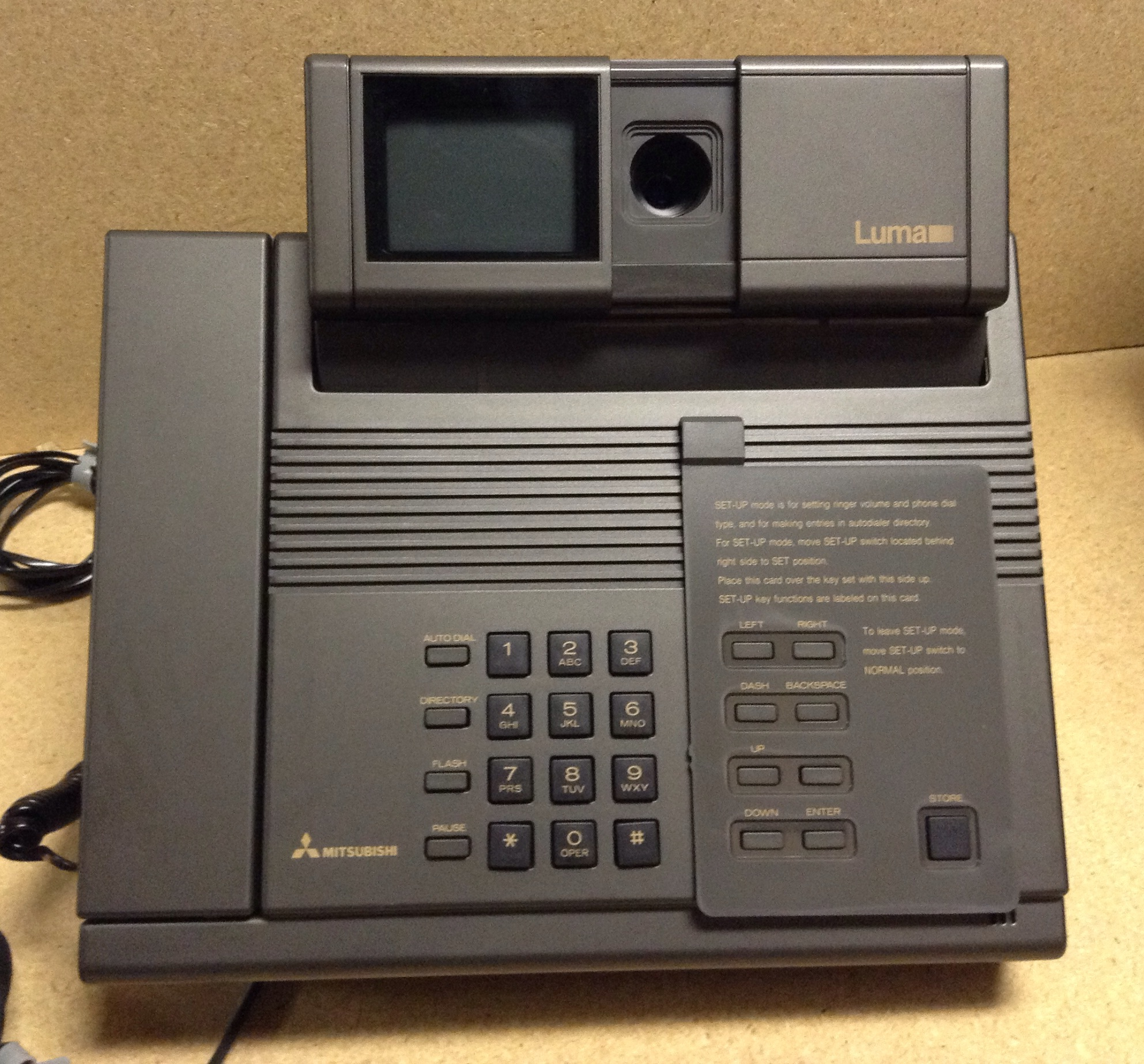
Luma Phone 1986 год

В Японии компаниями Atari и Mitsubishi в 1985 году был выведен на рынок Lumaphone. Разработка велась Atari Video Game Company с 1983 года. Это устройство могло транслировать кадры раз в 3—5 секунд по аналоговым телефонным линиям.

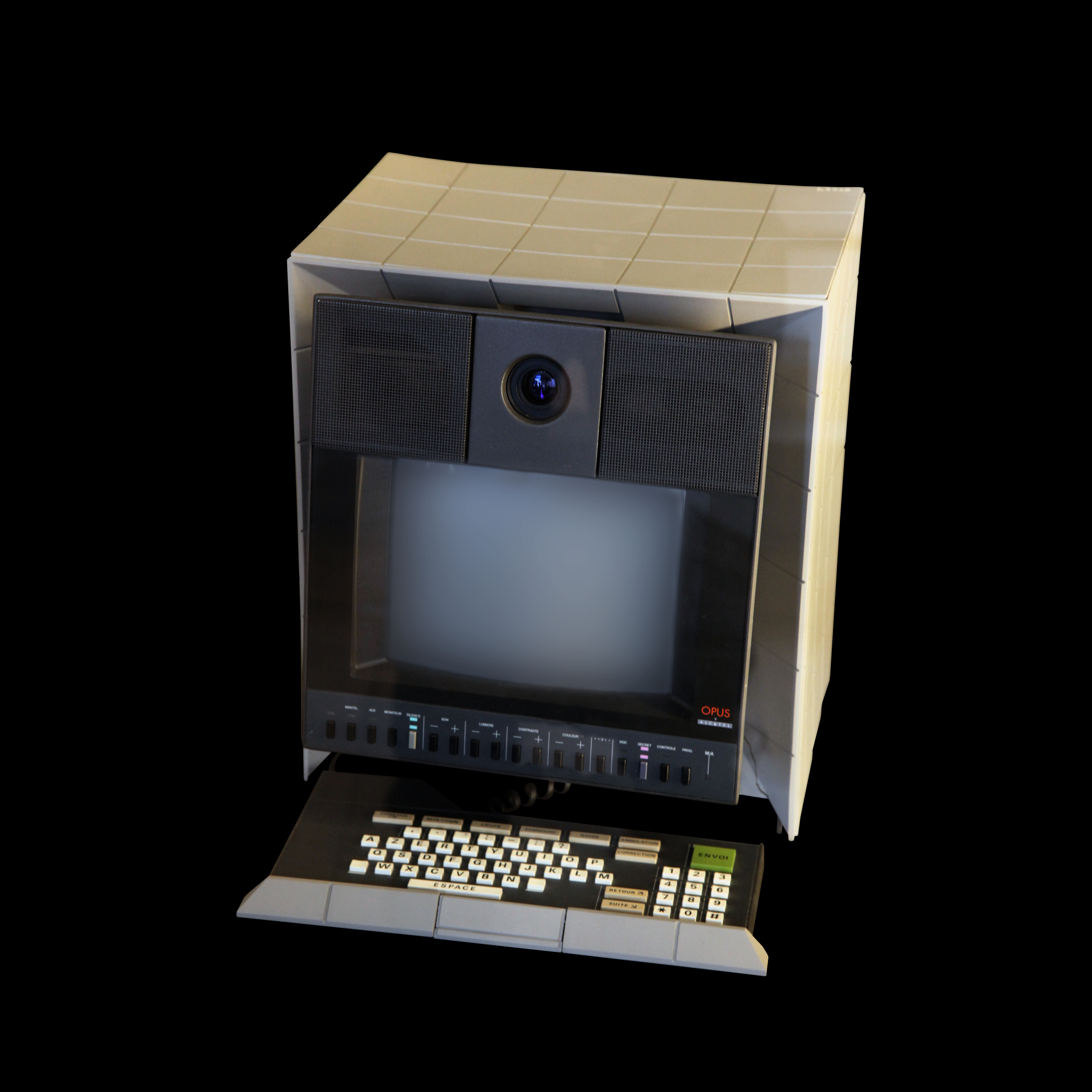
видеотелефон 1989 года

В 1992 году AT&T повторила попытку выхода на рынок с устройством «VideoPhone 2500», с очень маленьким коммерческим успехом.

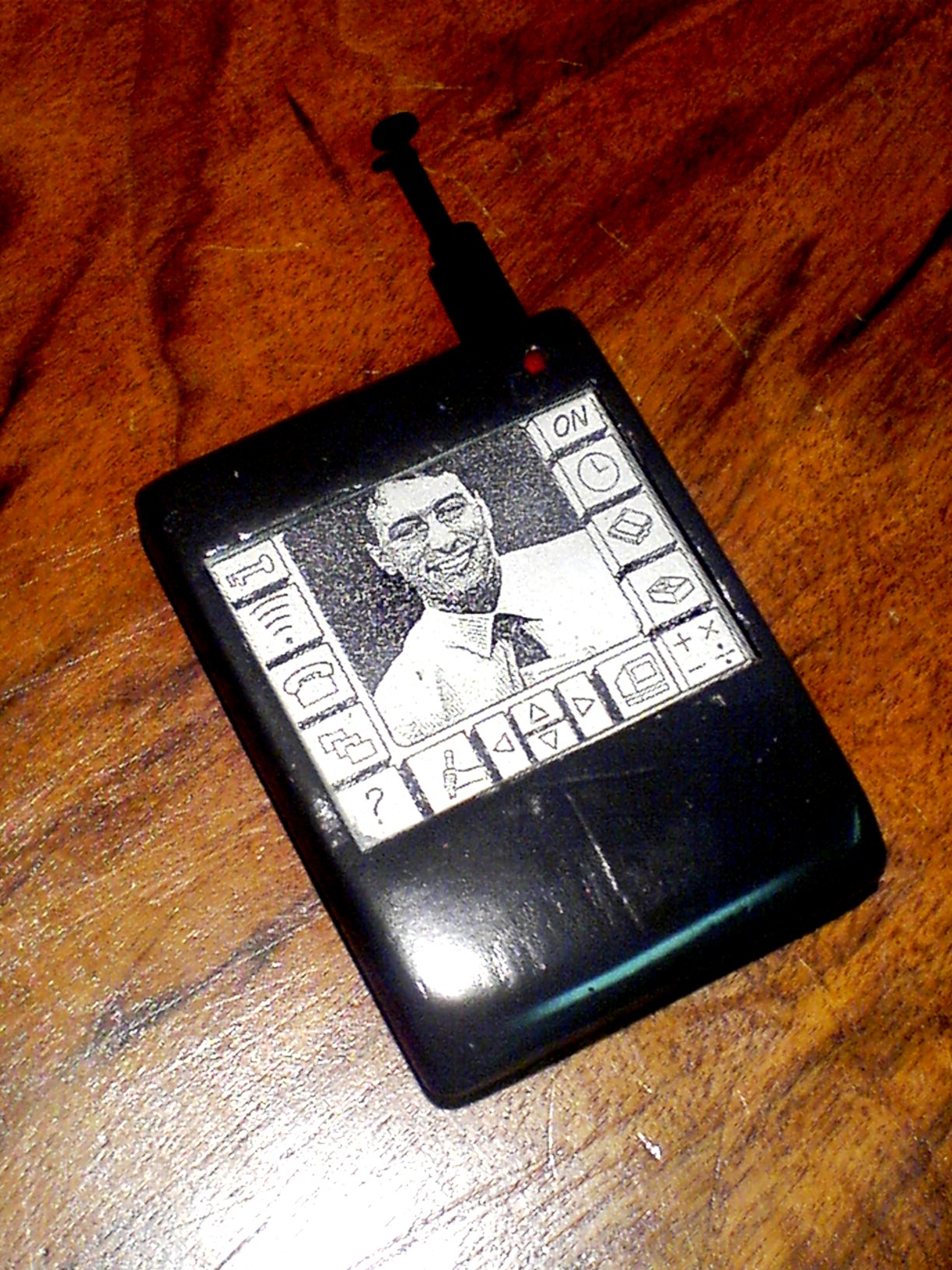
квази-беспроводной видеотелефон «Intellect» 1993 год

В 1993 году в США появился первый квази-беспроводной видеотелефон «Intellect», который изобрел Daniel A. Henderson. Это устройство передавало фотографии и видеоклипы для последующего просмотра.

### Низкая популярность
Первые видеотелефоны использовали только несколько пользователей, так как услуга была относительно дорогой в 1974 году — $90 в месяц. Но несмотря на то, что современные технологии снизили стоимость видеокоммуникаций, видеотелефония остаётся не востребованной широким кругом пользователей. Это контрастирует с многими ранними оптимистичными точками зрения, что видеотелефоны будут использоваться повсеместно.
- Первая причина: видеотелефонный звонок — плохая замена нормальному общению. Пользователи видеотелефона также обычно смотрят на экран, а не в видеокамеру, что мешает нормальному зрительному контакту глаза в глаза.
- Вторая возможная причина: некоторые люди в действительности хотят меньше публичности в своих коммуникациях, о чём свидетельствует популярность текстового общения (чат, мгновенные сообщения, которые чаще используются во время общения, несмотря на то, что компьютеры оборудованы видеокамерой и программой для видеокоммуникаций).
- Кроме того, некоторые не хотят видеть дома видеотелефон, так как рассматривают это как вторжение в личную жизнь.

С другой стороны, видеокоммуникации могут быть очень интересны определённому кругу потребителей, например родителям и детям, которые живут на разных континентах; для них есть мотив использовать видеотелефон для общения. Другая категория людей, которым необходим видеотелефон, — глухие люди, которые не могут общаться средствами обычного телефона.

### XXI век
Самое широкое применение видеотелефонии с использованием мобильных телефонов выявилось на азиатских рынках, после внедрения в большинстве сетей технологии UMTS. Теперь обычный пользователь мобильного телефона может использовать фронтальную видеокамеру для видеосвязи. В Европе услуги видеотелефонии для мобильных пользователей не показали такого роста. 
Видеотелефоны активно используются в телемедицине. В России активное применение этой технологии ограничено на законодательном уровне, из-за невозможности оказания медицинской помощи и лечения на расстоянии. Видеотелефоны также применяются в компаниях и государственных структурах для персонального общения. Технология для использования в переговорных комнатах для группового общения называется — видеоконференция. Наивысший уровень коммуникаций, позволяющий передать все нюансы мимики — телеприсутствие.
Сегодня принципы, заложенные в видеотелефоне, используются многими пользователями по всему миру для видеосвязи с использованием недорогой веб-камеры, гарнитуры и персональных компьютеров. Таким образом, видеотелефония как услуга нашла свою нишу в области программных продуктов, придуманных изначально для других целей. Это показывает, что некоторые пользователи хотят использовать видеотелефоны, но хотят получать эту функцию за меньшую цену.

## Программные видеотелефоны
Современные программные видеотелефоны встроены во многие программы для мгновенного обмена сообщениями (ICQ, Skype, Google Talk и др.). Для работы с программным видеотелефоном необходимы:
- ПК, ноутбук или коммуникатор
- веб-камера
- наушники с микрофоном (головная гарнитура)
- подключение к Интернету

Звонок по программному видеотелефону обычно осуществляется по имени (нику) абонента, выбираемому из списка.
Отличительные особенности программных видеотелефонов:
- высокая нагрузка на процессор компьютера
- посредственное качество видео
- бесплатность (существуют также платные программы)

## Видеотелефон
Видеотелефон представляет собой устройство с дисплеем, клавишами набора номера (тастатурой) и телефонной трубкой (может отсутствовать).
Для видеотелефонии применяется несколько стандартных протоколов и рекомендаций:
- SIP
- H.320 — по сети ISDN
- H.323 — по сети IP
- H.324 — по аналоговым телефонным линиям
- 3G-324M — мобильные сети
- SCCP — протокол Cisco Call Manager
- IAX

Отличительные особенности видеотелефона:
- стабильная работа (собственная ОС)
- полностью заменяет обычный IP-телефон
- полностью заменяет традиционный аналоговый телефон (при поддержке подключения к городской телефонной станции или офисной АТС)
- не требует ПК

Аудио- и видеовходы/выходы позволяют подключить к видеотелефону внешний монитор и телефонную гарнитуру.
Видеотелефоны, имеющие встроенный MCU (например, AddPac VP350), позволяют организовывать сеансы многоточечной видеоконференцсвязи.

## Применение
Основные потребители программных видеотелефонов — пользователи Интернета. Невысокое качество видеосвязи в таких программах компенсируются их доступностью и простотой в использовании.
Аппаратные видеотелефоны достаточно дороги и поэтому недоступны основной массе пользователей. Основные потребители аппаратных видеотелефонов — корпоративный сектор (компании). Причина интереса бизнеса к этому способу видеосвязи — возможность видеть собеседника во всех деталях, что является важной психологической составляющей бизнес-переговоров.
Аппаратные видеотелефоны достаточно дороги, поэтому используют их в основном для связи на уровне руководителей компаний, директоров филиалов, начальников отделов и т. п.